# Còrreus
|  | Aquest article tracta sobre el cap gal. Si cerqueu el sistema postal, vegeu «Correu». |

Còrreus (en llatí Correus) va ser un cap gal, cabdill dels bel·lòvacs, enemic jurat dels romans i partidari de la independència del seu poble. L'any 51 aC les tribus que feien la guerra a Juli Cèsar (entre elles els bel·lòvacs) el van reconèixer com el seu cap únic i va lluitar amb valentia i habilitat, fins que finalment va ser derrotat, però va refusar de rendir-se i va morir lluitant.